# Martha Wittwer-Gelpke
Martha Wittwer-Gelpke (* 29. Dezember 1874 in Basel; † 29. April 1959 in Herrliberg) war eine Schweizer Malerin, Dichterin und Autorin.

## Leben und Werk
Martha Gelpke war eine Tochter des Rudolf Gelpke, Direktor der Industriegesellschaft für Schappe in Basel, und der Karolina geb. Bleuler. Der jüngere ihrer zwei Brüder war der Ingenieur Rudolf Gelpke. Ihr Neffe war der Islamwissenschaftler und Publizist Rudolf Gelpke. 1899–1930 war sie mit dem Basler Musiker Emil Wittwer verheiratet.
Gelpke studierte 1895–1898 an der Damenakademie in München bei Carl Johann Becker-Gundahl und Ludwig Schmid-Reutte. Sie ergänzte dies mit Studien bei Heinrich Altherr während eines Aufenthalts in Stuttgart. 1920 folgten Aquarellstudien bei Carl Burckhardt in Ligornetto sowie Studienreisen nach Italien und Frankreich. 1922–1943 lebte sie in München und ab 1945 in Herrliberg.
Sie malte expressionistische Bilder und verfasste später auch Gedichte und Prosatexte.

## Rezeption
Ihre Gemälde wurden in den letzten Jahrzehnten vor allem vom Auktionshaus Germann in Zürich angeboten. Dieses verkaufte das Ölbild „Erwachen“ 1989 für 30 000 Franken, bot es 2007, 2015 und 2018 wieder an, erzielte jedoch wesentlich niedrigere Preise.

## Literarisches Werk
- Gesammelte Gedichte, 1926, Verlag Ernst Schwabe, Leipzig
- Neue Gedichte, 1929, Verlag Georg Müller, München
- Meine Nächte, 1932, Verlag Wolfgang Jess, Dresden
- Jahresring, Gedichte, 1936, Verlag Wolfgang Jess, Dresden
- Im Atem der Erde: Neue Gedichte und Prosa, 1939, Verlag Wolfgang Jess, Dresden (Digitalisat)
- Aufblick, 1943, Aehren Verlag, Affoltern am Albis
- Zwischen Sturm und Stille, 1946, Aehren Verlag, Affoltern am Albis
- Bewusstwerdung, 1948, Aehren Verlag, Affoltern am Albis
- Welten wandern ihren Schicksalsweg, 1948, Aehren Verlag, Affoltern am Albis
- Zwischen Verzicht und Gewinn: Dichtungen in fünf Rubriken, 1953, Aehren Verlag, Affoltern am Albis
- Auf der Brücke, 1954, Aehren Verlag, Affoltern am Albis
- Begegnung, 1955, Aehren Verlag, Affoltern am Albis

## Ausstellungen
- 1913: Kunsthalle Basel, Beteiligung an der Jubiläumsausstellung des 1863 gegründeten Basler Kunstvereins (BKV)[5]
- 1918 und 1920:  Kunsthaus Zürich
- 1919: Schweizerische Nationale Kunstausstellung
- 1921: Kunsthalle Basel, Gemeinschaftsausstellung mit Alfred Heinrich Pellegrini, Otto Staiger, Hermann Scherer,  und P. Wyss.  Sie ist darin mit 27 Nummern vertreten.
- 1926: Hofgarten, München
- 1936: Städtische Galerie im Lenbachhaus, München
- 1950: Lyceum-Club, Zürich